# Мері Ріттер Бірд
Мері Ріттер, у шлюбі Ріттер Бірд (5 серпня 1876–14 серпня 1958) – американська суфражистка, феміністка, жіноча історикиня, архівістка, редакторка та громадська діячка. Засновниця першого архіву жіночої історії, яку перетворила в наукову дисципліну. Авторка книг про роль жінок в історії: «Про розуміння жінок» (1931), «Америка очима жінок» (1933), «Жінки як сила в історії: дослідження традицій і реалій» (1946). Співавторка 7 інноваційних підручників історії США, де вперше висвітлювався також жіночий бік історії. Книга «Основи історії США» стала бестселером.
У перші десятиліття ХХ століття боролася за ухвалення 19-ї поправки до Конституції США (про жіноче виборче право) в Нью-Йоркській жіночій профспілковій лізі, Лізі рівності незалежних жінок (Жіночий політичний союз), Нью-йоркській партії виборчих прав для жінок. Членкиня дорадчої ради Союзу виборчого права для жінок (Національна жіноча партія). Редакторка видань «Жінка-виборчиня» та «Суфражистка».
Створила у 1935 в Нью-Йорку Світовий центр жіночих архівів. Консультувала коледжі Редкліфф та Сміт на ранніх етапах розвитку їх архівів історії жінок, що призвело до створення Бібліотеки Артура та Елізабет Шлезінгер з історії жінок в Америці в Інституті перспективних досліджень Редкліффа в Гарвардському університеті та до створення Колекції Софії Сміт в коледжі Сміт.

## Біографія

### Родина
Мері Ріттер народилася 5 серпня 1876 року в місті Індіанаполіс, штат Індіана, в сім'ї Нарциси (до шлюбу Локвуд) та Елі Фостера Ріттера четвертою дитиною та старшою дочкою.
Мати, Нарциса Локвуд, народилася в Періс, штат Кентуккі, і закінчила Бруквільську академію в Торнтоні, штат Кентуккі. Вона працювала вчителькою в Кентуккі, перш ніж переїхати з родиною в 1861 році до Грінкасла, штат Індіана.
Батько, Елі Ріттер, був сином Рейчел (до шлюбу Джессуп) та Джеймса Ріттера, народився і виріс на батьківській фермі на захід від Індіанаполіса в окрузі Гендрікс, штат Індіана. Після навчання в Північно-Західному християнському університеті (нині Університет Батлера) в Індіанаполісі з 1859 по 1861 вступив до союзної армії в квітні 1861, приєднавшись до 16-го піхотного полку Індіани, незабаром після початку громадянської війни в США. Пізніше був переведений в 79-й піхотний полк штату Індіана, був почесно звільнений з армії в червні 1863. Після військової служби він вступив до Есберіського університету, який закінчив у 1865 році. 
Батьки одружилися у червні 1866 року. Через слабкий зір внаслідок воєнних травм батькові було складно читати, і матері доводилось читати йому вголос, навіть під час того, як він відвідував заняття з права. Після того, як він вступив до адвокатури штату Індіана в 1866 році, батько переїхав до Індіанаполіса, де почав адвокатську практику. Він був активний в антиалкогольному русі і в 1883 став полковником Нацгвардії штату Індіана.

### Освіта
Мері Ріттер навчалася в публічних школах в Індіанаполісі і закінчила середню школу Шортрідж у 1893 році. В тому ж році вона вступила до Університету ДеПоу, альма-матер її батька та інших братів і сестер, і стала членкинею жіночого сестринства Каппа-Альфа-Тета. Вона також була президентом свого класу.
Ріттер закінчила Університет ДеПоу в 1897 році зі ступенем бакалавра. В університеті на неї сильно вплинули двоє посестр із сестринства в Каппа-Альфа-Тета, які відмовлялись обмежувати себе рамками, які суспільство ставило для жінок. Також на Ріттер значно вплинув її професор німецької Генрі Б. Лонгден. 
У коледжі Ріттер зав'язала стосунки з однокурсником Чарлзом-Остіном Бірдом, сином заможного фермера та інвестора з нерухомості.

### Шлюб
Після закінчення Університету ДеПоу в 1897 році Мері Ріттер влаштувалась вчителькою німецької мови в Грінкаслі в публічній школі, тоді як її наречений Чарльз Бірд поїхав до Англії в серпні 1898, щоб вступити на аспірантуру в Оксфордському університеті.
Мері Ріттер одружилася з Бірдом у березні 1900 року. Через місяць вони переїхали до Англії, де спочатку жили в Оксфорді, а потім до Манчестера, де він продовжував навчання і працював. Там у 1901 році вона народила дочку Міріам.
В 1902 році подружжя вирішило повернутися до США. Вони оселилися в Нью-Йорку, де обоє вступили до аспірантури Школи політичних наук Колумбійського університету. До 1904 року Ріттер Бірд припинила навчання соціології, щоб приділяти більше часу участі в суфражистському русі. В 1907 році вона народила сина Вільяма, того ж року подружжя придбало 16-кімнатний будинок у Нью-Мілфорді, штат Коннектикут.
Чоловік отримав ступінь доктора з історії та став викладачем в Колумбійському університеті. В 1917, під час Першої світової війни, він звільнився з пацифістських принципів.

## Початок соціального активізму
Живучи в Англії з 1900 до 1902 року, Мері Ріттер Бірд вивчала історію та викладала німецьку мову. Вона спостерігала за важким становищем робітничого класу в британському індустріальному суспільстві. Вона подружилася зі своєю сусідкою в Манчестері, радикальною суфражисткою та соціалістичною реформаторкою Еммелін Панкгерст, а також з її дочками Кристабель Панкгерст та Сильвією Панкгерст, які були членкинями Незалежної лейбористської партії. Знайомство з європейською інтелігенцією породило в ній інтерес до суфражизму, руху за права робітничого класу, прогресивної політики, соціальних реформ та боротьби із соціальною несправедливістю.

## Суфражизм

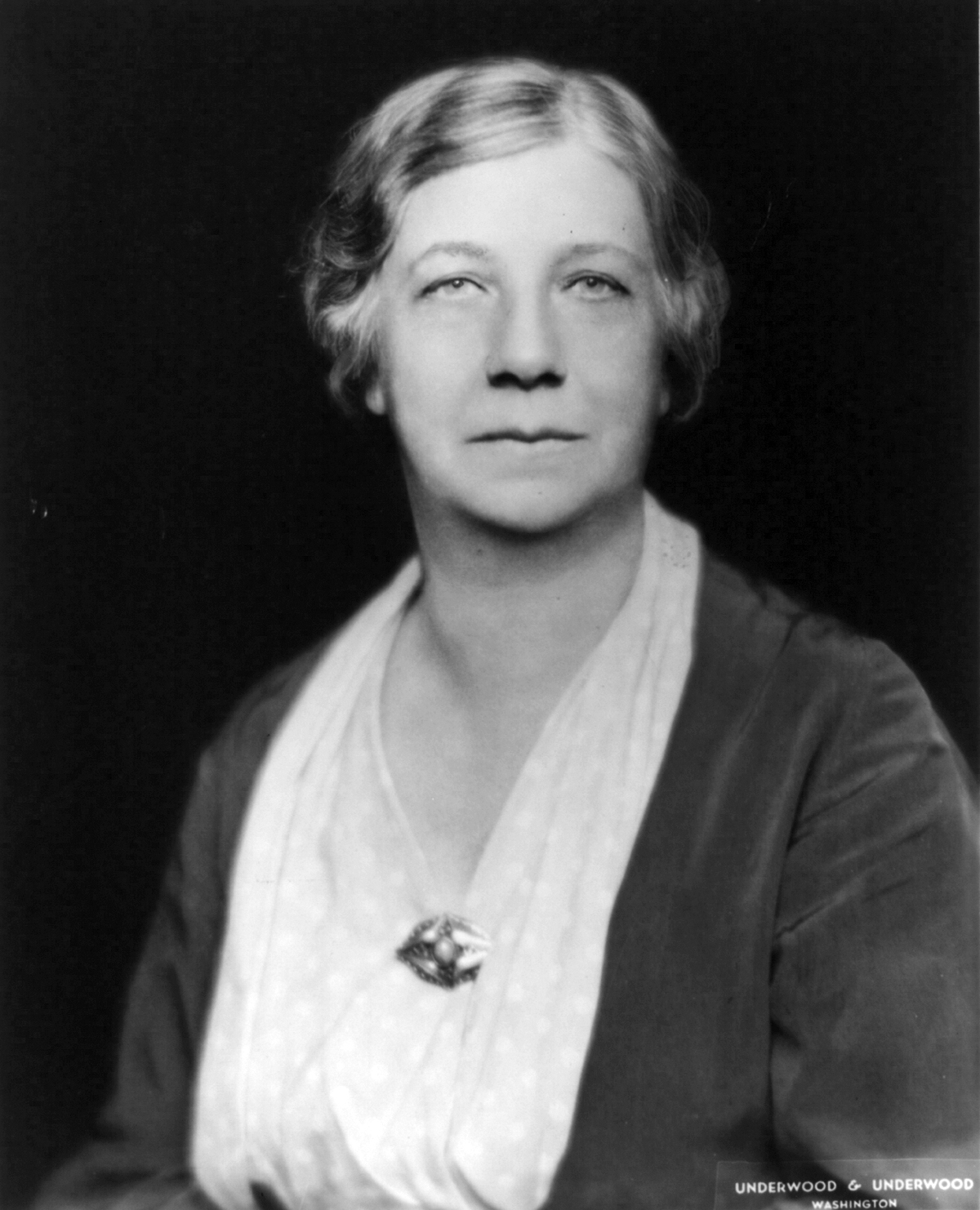
Мері Ріттер Бірд в зрілості

Долучившись до радикальних суфражисток в Англії, Ріттер Бірд почала займатися проблемами жінок робочого класу. Після повернення з чоловіком до США в 1902 вона продовжувала діяльність у таких організаціях, як Нью-Йоркська жіноча профспілкова ліга (WTUL), в якій вона працювала над поліпшенням умов роботи для жінок. Крім того, вона була активісткою Ліги рівності незалежних жінок (пізніше Жіночий політичний союз).
Мері Ріттер Бірд була переконана, що право голосу дасть жінкам інструмент для обрання політичних лідерів, які, своєю чергою, впроваджуватимуть реформи задля створення соціальної справедливості та урядових норм для поліпшення економічних умов та життя робітничого класу. Вона мала членство у Нью-йоркській партії виборчих прав для жінок (NYCSP), очолюваній Керрі Чепмен Кетт. Із 1910 до 1912 року Ріттер Бірд публікувала періодичне видання «Жінка-виборчиня», перш ніж зосередити зусилля на участі в Лізі виборчого права найманих працівників.
Ріттер Бірд покинула Нью-йоркську партію виборчих прав для жінок у 1913, щоб приєднатися до Союзу виборчих прав жінок (згодом Національна жіноча партія) під керівництвом Еліс Пол і Люсі Бернс. Як членкиня цієї радикальної фракції суфражистського руху, Бірд допомагала організовувати мітинги щодо виборчих прав жінок і працювала редакторкою щотижневого журналу «Суфражистка». На прохання Еліс Пол Ріттер Бірд стала членкинею комітету Союзу виборчих прав жінок. Вона була однією з організаторок великого виборчого параду у Вашингтоні 3 березня 1913 року. Під час параду вона очолювала групу, в якій було багато афроамериканських жінок, на участі яких Бірд наполягла. Внесок Бірд у діяльність Союзу також включав планування стратегій, організацію та участь у демонстраціях, читання лекцій, написання статей та свідчення перед Конгресом США, включаючи виступ перед конгресійним комітетом Палати представників США з виборчого права для жінок у 1914 році.

## Підручники з історії
Працюючи разом вдома в штаті Коннектикут, Мері Ріттер Бірд написала в співавторстві з чоловіком сім книг, починаючи з книги «Американське громадянство» (1914), підручника для середньої школи. Їх сучасники, включаючи рецензентів книг та колег-істориків, однак, вказували автором лише її чоловіка, нехтуючи її внеском. Історикині Барбара Турофф, Ен Лейн і Ненсі Котт, оцінюючи роботи Мері Ріттер Бірд, та Еллен Нор, досліджуючи роботи її чоловіка, довели, що їх співпраця була повноцінним партнерством, але пара не повністю описала, кому з них які належать які внески до їхніх опублікованих робіт.
Інші спільні роботи Бірдів включають «Історію США» (1921), пізніше названу «Дослідженням американської цивілізації», та двотомну роботу «Піднесення американської цивілізації» (1927), яка стала їхньою найвизначнішою спільною роботою. Вони також написали третій і четвертий том серії «Піднесення американської цивілізації»: «Америка на середині шляху: дослідження ідеї цивілізації» (1939) та «Американський дух» (1942). До окремих робіт належать «Створення американської цивілізації» (1937) та «Основи історії США» (1944). У період з 1912 року до 1952 року було продано п'ять мільйонів примірників підручників пари. Підручник «Основи історії США» став їхньою найпродаванішою роботою.
Стиль викладу в підручниках з історії, написаних за участі Мері Ріттер Бірд, відрізнявся від інших підручників. Вони робили акцент на причинах та наслідках війн, а не на конкретних деталях бойових дій; вони включали у кінці розділів матеріали для розвитку навичок критичного мислення. Також надавалися додаткові джерела на тему, яка описувалась, та пропонувалися роботи на пов'язані теми. Крім того, їх підручники включали новітню історію (з 1890 по 1920 роки), а також тлумачення Бірдами ролі Америки у світовій політиці. «Історія США» та їх наступні книги також включали розгорнуті описи поглядів Мері Ріттер Бірд на внесок жінок у цивілізацію, розповіді про видатних жінок та теми жіночої праці, освіти жінок, їх політичного статусу, впливу на суспільство. «Історія США» представляє прогресивістські погляди Бірдів і пов'язує демократію з економічними та соціальними умовами. На думку Енн Лейн, книга "зацікавила дуже широку аудиторію" та "сформувала мислення поколінь американців".
Книга «Піднесення американської цивілізації» (1927) розповідала культурну, соціальну, економічну та політичну історію, а також визнала вплив жінок на ці аспекти цивілізації. У книзі також описано важливість звертати увагу на історію з перспективи жінок. В книзі «Америка на середині шляху: дослідження ідеї цивілізації» (1939), що являє собою політичну та економічну експертизу 20-х та 30-х років в Америці, Бірди критикували зовнішню політику Франкліна Д. Рузвельта до Другої світової війни. Книга також описувала культурні та інтелектуальні внески багатьох людей, таких як Юджин Дебс, Лаура Джейн Аддамс, Гаррієт Стентон Блатч, Флоренс Келлі.

## Всесвітній архів жіночої історії
В 1935 році пацифістка і феміністка Розіка Швіммер наштовхнула Мері Ріттер Бірд на створення Всесвітнього центру жіночих архівів (WCWA), перше організаційне засідання якого відбулося в Нью-Йорку в жовтні 1935 року. Будучи директоркою центру протягом наступних п'яти років, Ріттер Бірд розширила сферу проєкту, яка спочатку полягала лише у зборі документів, пов'язаних з жінками в миротворчому русі. Вона сподівалася зібрати в центральному сховищі будь-які, опубліковані чи ні, архівні матеріали, що стосуються ролі жінок у міжнародній історії. Вона також планувала створити інститут для наукових досліджень ролі жінок в історії, освіти жінок та підтримки їх політичних ініціатив, а також підтримувати зусилля, спрямовані на збереження їх історії. Бірд обрала девізом центру цитату французького історика Нума Деніса Фустеля де Куланжа "Немає документів – немає історії".
Мері Ріттер Бірд добилася спонсорства для центру. Крім того, свою підтримку запропонували такі видатні жінки, як Керрі Чепмен Кетт, Джейн Аддамс, Гаррієт Стентон Блатч, Еліс Пол, Джорджія О'Кіф,  Фанні Герст та Інес Гейнс Ірвін. Швіммер покинула раду директорів центру в 1936, але завдяки Елеонорі Рузвельт та Френсіс Перкінс центр був офіційно відкритий в Нью-Йорку 15 грудня 1937 року. Відкриття центру отримало розголос, і він отримував допомогу зі збору матеріалів, збереження документів та популяризації історією жінок. Однак, будучи директоркою центру, Ріттер Бірд мала справу з безліччю конкуруючих інтересів, які були результатом давніх розбіжностей у жіночому русі, а також з недостатнім фінансуванням та суперечками серед його керівництва. Центр не виправдав сподівань Мері Ріттер Бірд, і вона подала у відставку з посади директорки в 1940 році. Центр закрився пізніше того ж року, здебільшого через внутрішні суперечки та брак фінансування, не досягнувши своїх цілей повністю.
Попри це, робота Всесвітнього центру жіночих архівів загалом та Мері Ріттер Бірд зокрема надихнула кілька коледжів та університетів самостійно розпочати збір подібних документів з історії жінок. Мері Ріттер Бірд допомагала у створенні архівів історії жінок в коледжі Редкліфф та в коледжі Сміт, виступаючи експертною консультанткою, що врешті призвело до створення Бібліотеки Артура та Елізабет Шлезінгер з історії жінок в Америці в Інституті перспективних досліджень Редкліфф в Гарвардському університеті та до створення Колекції Софії Сміт в коледжі Сміт. Крім того, деякі архівні документи, зібрані центром Ріттер Бірд, були передані меншим кархівам, таким як архів Історичного товариства Нью-Джерсі.

## Феміністичний аналіз енциклопедії Британіка
Після закриття Всесвітнього центру жіночих архівів у 1940 наступним проєктом Бірд, починаючи з 1941, був аналіз висвітлення жінок в Енциклопедії Британіка, проведений за пропозицією Вальтера Юста, головного редактора Британіки. Мері Ріттер Бірд зібрала групу колег-науковиць (Дора Едінгер, Джанет А. Селіг та Марджорі Вайт) для підготовки ґрунтовного аналізу того, як жінки представлені в енциклопедії Британіка. Ріттер Бірд та її колеги працювали над проєктом протягом 18 місяців, і в листопаді 1942 року передали доповідь Юсту. Попри зацікавленість та запевнення Юста, що Британіка впровадить вдосконалення рекомендовані в звіті, вони, врешті, були проігноровані.
Звіт містив важливі рекомендації щодо існуючих статей, а також пропозиції щодо нових статей. Наприклад, авторки зазначили, що висвітлення абортів не було комплексним. Пояснювалось, що це питання має не тільки моральні аспекти, але також стосується демографічних, політичних і соціальних питань, питань громадського здоров'я. У дослідженні також зазначено, що стаття про освіту була занадто маскулінною; звернули увагу, що немає статті на тему "Королева" та що жінки не були згадані в статтях на тему охорони здоров'я та медицини у Британії. Крім того, про статті на тему "Пісня" звіт зазначає: "із енциклопедії випливає, що жінки в Європі ніколи не співали".

## Пізні роки
Мері Ріттер Бірд стала активною членкинею Міжнародної жіночої ліги за мир і свободу. Вона з чоловіком обоє були пацифістами і виступили проти участі США в Другій світовій війні.
Після смерті чоловіка 1 вересня 1948 року в Норт-Хейвені, штат Коннектикут, Мері Ріттер Бірд продовжувала писати і бути активною. Її останніми книгами були «Сила жінок в історії Японії» (1953), опублікована через два десятиліття після того, як вона відвідала Японію в 1922–23, та «Становлення Чарльза Бірда» (1955), данина покійному чоловікові.
Захворівши приблизно у 80 років, вона переїхала до Скотсдейла, штат Аризона, щоб жити поруч зі своїм сином Вільямом.
Мері Ріттер Бірд померла від ниркової недостатності 14 серпня 1958 року у віці вісімдесяти двох років у Фініксі. Похована на кладовищі Фернкліф у місті Гартсдейл, округ Вестчестер, штат Нью-Йорк, поряд із чоловіком.

## Спадщина
Попри зусилля Мері Ріттер Бірд зі збору особистих листів жінок зі всього світу та всіх періодів історії для Центру, власні рукописи, листи та інші цінні документи вона не розглядала як значимі для історії. Перед своєю вона (як і її чоловік) знищили майже всі свої листи, оскільки їхні пацифістські погляди вважали контроверсійними. Однак деякі збережені листи, знайдені в колекціях інших осіб, були опубліковані пізніше.
Спадщина Мері Ріттер Бірд в основному складається з її опублікованих робіт. Написані ними широкі та всеохоплюючі підручники були інноваційними для свого часу. Окрім включення соціальної, економічної та політичної історії, вони включали сучасні проблеми та внесок жінок у цивілізацію  Маргарет Крокко зазначає, що міждисциплінарний підхід, який Бірди використовували у своїх підручниках, значно вплинув на академічні програми в американських коледжах та університетах, включаючи Єльський університет, Браунський університет, Університет Міннесоти та Пенсильванський університет.
Мері Ріттер Бірд було ретроактивно надане членство в Фі Бета Каппа у 1939 році (у 1897 році, коли вона закінчила університет ДеПоу, цієї академічної відзнаки удостоювались лише чоловіки).
У статті «Історія та фемінізм: наполовину повна склянка» (1993) Джудіт Зінссер описує, що починаючи з 1930-х Мері Ріттер Бірд "була найвідомішим авторитетом і найактивніше просувала історію жінок у США". Праці Ріттер Бірд та її пожиттєвий активізм щодо виборчого права для жінок, трудових питань та створення жіночих архівів допомогли висвітлити внесок, який жінки робили протягом історії. Наприкінці ХХ століття інші історики почали свідомо включати внески жінок в історію у свої публікації.
Одною із непрямих спадщин Мері Ріттер Бірд стала розробка курсів з історії жінок, які стали стандартними пропонованими курсами в американських коледжах. Завдяки їй історія жінок переросла в академічну галузь дослідження. В 1970 році в Університеті штату Індіана була заснована найперша програма дослідження ролі жінок в історії у США.